# NHLの試合で5点以上ゴールした選手の一覧
本項はNHLの試合で5点以上ゴールした選手の一覧である。
5点以上ゴールするのは非常に稀なことであり、NHLの歴史の中でこれを達成した選手は44人しかいない。

## 選手一覧

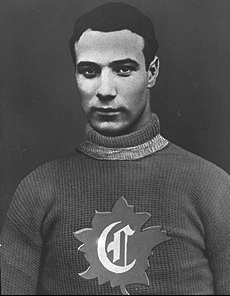
Édouard «Newsy» Lalonde, premier joueur à inscrire six buts dans un match, a également deux autres matchs de cinq buts à son actif.

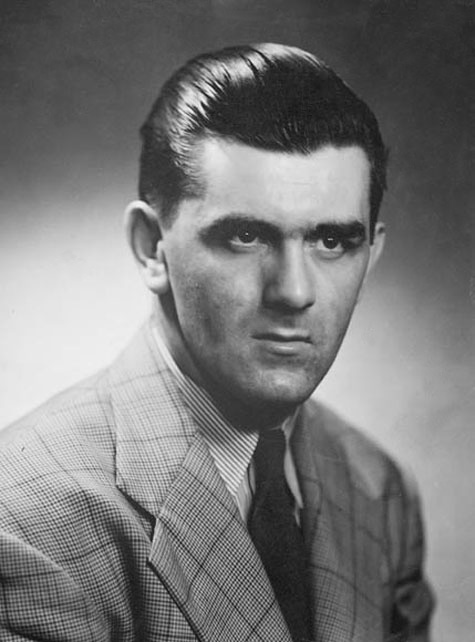
モーリス・リシャール marqua deux fois cinq buts en un match.

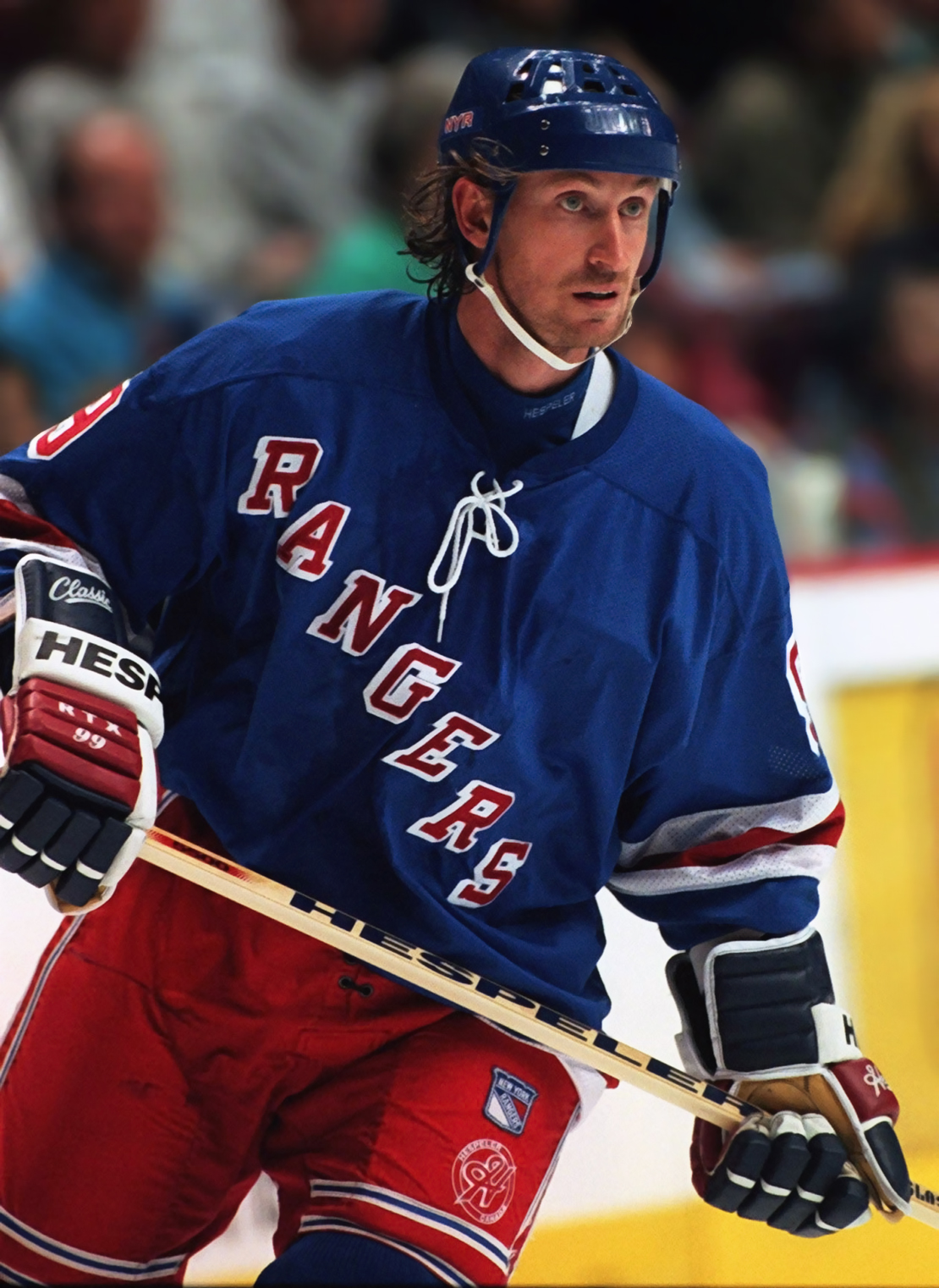
Wayne Gretzky, le détenteur du record de buts dans une carrière, a marqué cinq buts à quatre reprises dont le soir où il a atteint les 50 buts en 39 matchs.

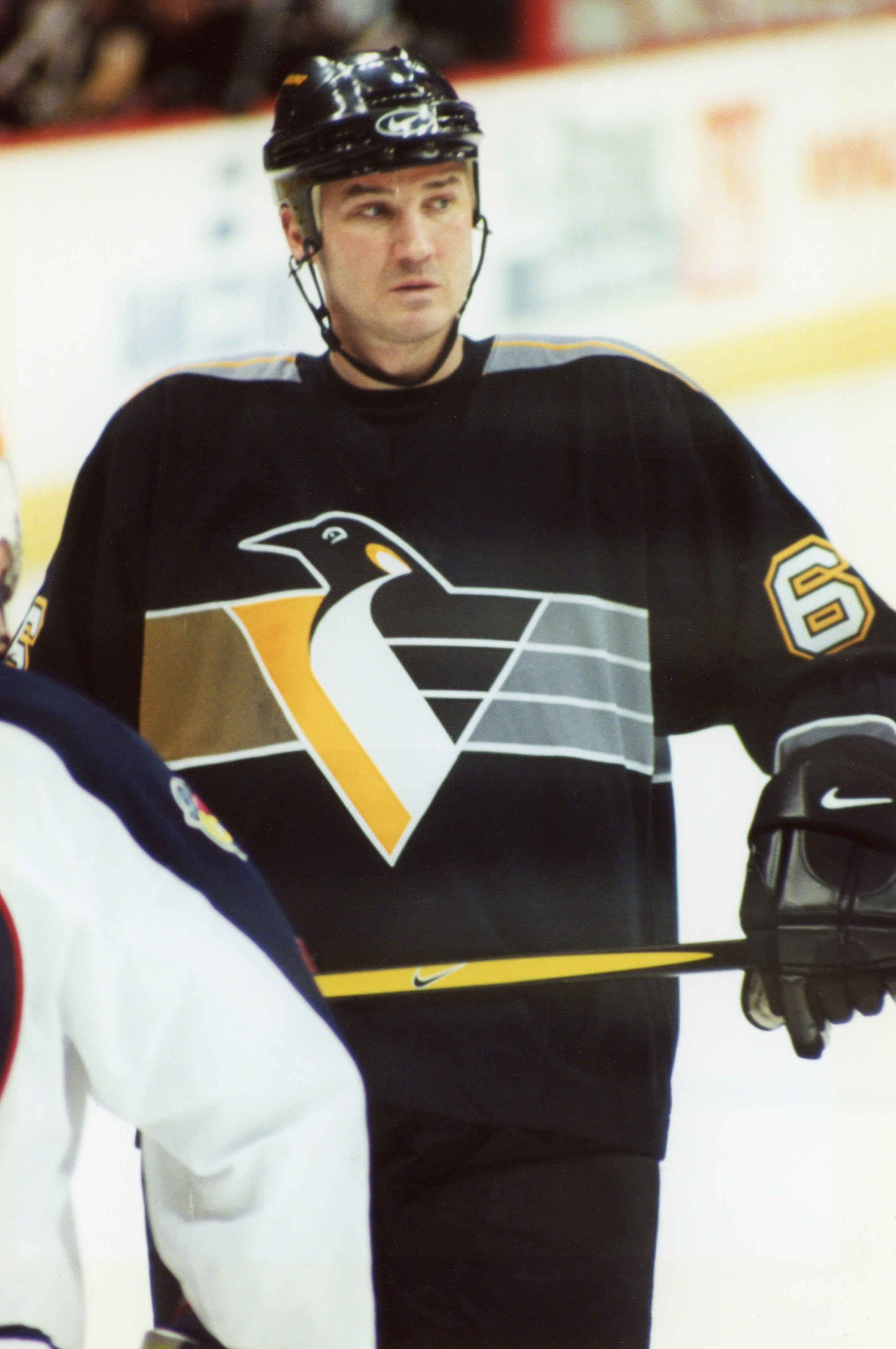
マリオ・ルミュー marqua quatre fois cinq buts en un match. Il est le seul à avoir réussi un quinella.

| 選手名                     | 国籍           | 所属チーム                     | 達成日         | ゴール数 |
| -------------------------- | -------------- | ------------------------------ | -------------- | -------- |
| ジョー・マローン           | カナダ         | モントリオール・カナディアンズ | 1917年12月19日 | 5        |
| ハリー・ハイランド         | カナダ         | モントリオール・ワンダラーズ   | 1917年12月19日 | 5        |
| ジョー・マローン           | カナダ         | モントリオール・カナディアンズ | 1918年1月12日  | 5        |
| ジョー･マローン            | カナダ         | モントリオール・カナディアンズ | 1918年2月2日   | 5        |
| Édouard Lalonde            | カナダ         | モントリオール・カナディアンズ | 1919年3月1日   | 5        |
| Édouard Lalonde            | カナダ         | モントリオール・カナディアンズ | 1920年1月20日  | 6        |
| ジョー・マローン           | カナダ         | ケベック・ブルドッグズ         | 1920年1月31日  | 7        |
| ミッキー・ローチ           | アメリカ合衆国 | トロント・セイントパトリックス | 1920年3月6日   | 5        |
| ジョー・マローン           | カナダ         | ケベック・ブルドッグズ         | 1920年3月10日  | 6        |
| Corbett Denneny            | カナダ         | トロント・セイントパトリックス | 1921年1月26日  | 6        |
| Édouard Lalonde            | カナダ         | モントリオール・カナディアンズ | 1921年2月16日  | 5        |
| Cy Denneny                 | カナダ         | オタワ・セネターズ             | 1921年3月7日   | 6        |
| セシル・ダイ               | カナダ         | トロント・セイントパトリックス | 1922年12月22日 | 5        |
| レッド・グリーン           | カナダ         | ハミルトン・タイガース         | 1924年12月5日  | 5        |
| セシル・ダイ               | カナダ         | トロント・セイントパトリックス | 1924年12月22日 | 5        |
| Punch Broadbent            | カナダ         | モントリオール・マルーンズ     | 1925年1月7日   | 5        |
| Alfred Lépine              | カナダ         | モントリオール・カナディアンズ | 1929年12月29日 | 5        |
| ハウィー・モレンツ         | カナダ         | モントリオール・カナディアンズ | 1930年3月18日  | 5        |
| チャーリー・コナチャー     | カナダ         | トロント・メープルリーフス     | 1932年1月19日  | 5        |
| Ray Getliffe               | カナダ         | モントリオール・カナディアンズ | 1943年2月6日   | 5        |
| シド・ハウ                 | カナダ         | デトロイト・レッドウィングス   | 1944年2月3日   | 6        |
| モーリス・リシャール       | カナダ         | モントリオール・カナディアンズ | 1944年3月23日  | 5        |
| モーリス・リシャール       | カナダ         | モントリオール・カナディアンズ | 1944年12月28日 | 5        |
| ハウィー・ミーカー         | カナダ         | トロント・メープルリーフス     | 1947年1月8日   | 5        |
| バーナード・ジョフリオン   | カナダ         | モントリオール・カナディアンズ | 1955年2月19日  | 5        |
| Bobby Rousseau             | カナダ         | モントリオール・カナディアンズ | 1964年2月1日   | 5        |
| ゴードン・ベレンソン       | カナダ         | セントルイス・ブルース         | 1968年11月7日  | 6        |
| イヴァン・クルノワイエ     | カナダ         | モントリオール・カナディアンズ | 1975年2月15日  | 5        |
| ダリル・シトラー           | カナダ         | トロント・メープルリーフス     | 1976年2月7日   | 6        |
| ダリル・シトラー           | カナダ         | トロント・メープルリーフス     | 1976年4月22日  | 5        |
| レジー・リーチ             | カナダ         | フィラデルフィア・フライヤーズ | 1976年5月6日   | 5        |
| ドン・マードック           | カナダ         | ニューヨーク・レンジャース     | 1976年10月12日 | 5        |
| イアン・ターンブル         | カナダ         | トロント・メープルリーフス     | 1977年2月2日   | 5        |
| ブライアン・トロティエ     | カナダ         | ニューヨーク・アイランダース   | 1978年12月23日 | 5        |
| ティム・ヤング             | カナダ         | ミネソタ・ノーススターズ       | 1979年1月15日  | 5        |
| ジョン・トネリ             | カナダ         | ニューヨーク・アイランダース   | 1981年1月6日   | 5        |
| ウェイン・グレツキー       | カナダ         | エドモントン・オイラーズ       | 1981年2月18日  | 5        |
| ウェイン・グレツキー       | カナダ         | エドモントン・オイラーズ       | 1981年12月30日 | 5        |
| Grant Mulvey               | カナダ         | シカゴ・ブラックホークス       | 1982年2月3日   | 5        |
| ブライアン・トロティエ     | カナダ         | ニューヨーク・アイランダース   | 1982年2月12日  | 5        |
| ウィリー・リンドストレム   | スウェーデン   | ウィニペグ・ジェッツ           | 1982年3月2日   | 5        |
| マーク・パベリッチ         | アメリカ合衆国 | ニューヨーク・レンジャース     | 1983年2月23日  | 5        |
| ヤリ・クリ                 | フィンランド   | エドモントン・オイラーズ       | 1983年11月19日 | 5        |
| Bengt-Åke Gustafsson       | スウェーデン   | ワシントン・キャピタルズ       | 1984年1月8日   | 5        |
| パット・ヒューズ           | カナダ         | エドモントン・オイラーズ       | 1984年2月3日   | 5        |
| ウェイン・グレツキー       | カナダ         | エドモントン・オイラーズ       | 1984年12月15日 | 5        |
| デイブ・アンドレイチュク   | カナダ         | バッファロー・セイバース       | 1986年2月6日   | 5        |
| ウェイン・グレツキー       | カナダ         | エドモントン・オイラーズ       | 1987年12月6日  | 5        |
| マリオ・ルミュー           | カナダ         | ピッツバーグ・ペンギンズ       | 1988年12月31日 | 5        |
| マリオ・ルミュー           | カナダ         | ピッツバーグ・ペンギンズ       | 1989年4月25日  | 5        |
| ジョー・ニューウェンダイク | カナダ         | カルガリー・フレームス         | 1989年1月11日  | 5        |
| Mats Sundin                | スウェーデン   | ケベック・ノルディックス       | 1992年3月5日   | 5        |
| マリオ・ルミュー           | カナダ         | ピッツバーグ・ペンギンズ       | 1993年4月9日   | 5        |
| Peter Bondra               | スロバキア     | ワシントン・キャピタルズ       | 1994年2月5日   | 5        |
| マイク・リッチ             | カナダ         | ケベック・ノルディックス       | 1994年2月17日  | 5        |
| アレクセイ・ザムノフ       | ロシア         | ウィニペグ・ジェッツ           | 1995年4月1日   | 5        |
| マリオ・ルミュー           | カナダ         | ピッツバーグ・ペンギンズ       | 1996年3月26日  | 5        |
| セルゲイ・フェドロフ       | ロシア         | デトロイト・レッドウィングス   | 1996年12月26日 | 5        |
| Marián Gáborík             | スロバキア     | ミネソタ・ワイルド             | 2007年12月20日 | 5        |
| Johan Franzén              | スウェーデン   | デトロイト・レッドウィングス   | 2011年2月2日   | 5        |